# غاريقون باترسوني
غاريقون باترسوني (الاسم العلمي:Agaricus pattersoniae) هو نوع من الفطريات يتبع جنس الغاريقون من الفصيلة الغاريقونية.